# Gran Premi dels Països Baixos del 1967
Resultats del Gran Premi dels Països Baixos de Fórmula 1 de la temporada 1967, disputat al Circuit de Zandvoort, el 4 de juny del 1967.

## Resultats
| Pos | No | Pilot               | Equip             | Voltes | Temps/ Retirada | Pos. de sortida | Punts |
| --- | -- | ------------------- | ----------------- | ------ | --------------- | --------------- | ----- |
| 1   | 5  | Jim Clark           | Lotus - Ford      | 90     | 2h 14' 45. 1    | 8               | 9     |
| 2   | 1  | Jack Brabham        | Brabham - Repco   | 90     | + 23.6 s        | 3               | 6     |
| 3   | 2  | Denny Hulme         | Brabham - Repco   | 90     | + 25.7 s        | 7               | 4     |
| 4   | 3  | Chris Amon          | Ferrari           | 90     | + 27.3 s        | 9               | 3     |
| 5   | 4  | Mike Parkes         | Ferrari           | 89     | + 1 Volta       | 10              | 2     |
| 6   | 22 | Ludovico Scarfiotti | Ferrari           | 89     | + 1 Volta       | 15              | 1     |
| 7   | 18 | Chris Irwin         | Lotus - BRM       | 88     | + 2 Voltes      | 13              |       |
| 8   | 10 | Mike Spence         | BRM               | 87     | + 3 Voltes      | 12              |       |
| 9   | 21 | Bob Anderson        | Brabham - Climax  | 86     | + 4 Voltes      | 17              |       |
| 10  | 20 | Jo Siffert          | Cooper - Maserati | 83     | + 7 Voltes      | 16              |       |
| Ret | 7  | John Surtees        | Honda             | 73     | Accelerador     | 6               |       |
| Ret | 9  | Jackie Stewart      | BRM               | 51     | Frens           | 11              |       |
| Ret | 12 | Jochen Rindt        | Cooper - Maserati | 41     | Suspensions     | 4               |       |
| Ret | 14 | Pedro Rodríguez     | Cooper - Maserati | 39     | Caixa canvi     | 5               |       |
| Ret | 6  | Graham Hill         | Lotus - Ford      | 11     | Motor           | 1               |       |
| Ret | 15 | Dan Gurney          | Eagle - Weslake   | 8      | Injecció        | 2               |       |
| Ret | 17 | Bruce McLaren       | McLaren - BRM     | 1      | Accident        | 14              |       |

## Altres
- Pole: Graham Hill 1' 24. 6

- Volta ràpida: Jim Clark 1' 28. 08 (a la volta 67)